# Île Mayskiy
Pour les articles homonymes, voir Maïski (homonymie) et Pervomaïsk.
L'île Mayskiy ou île Pervomaiskyi, littéralement « île du Premier mai », en ukrainien Острiв Майский et Острiв Первомайський, est une île à l'entrée du golfe Borysthénique, derrière la flèche de Kinbourn, juste au sud d'Otchakiv, en Ukraine.

## Histoire

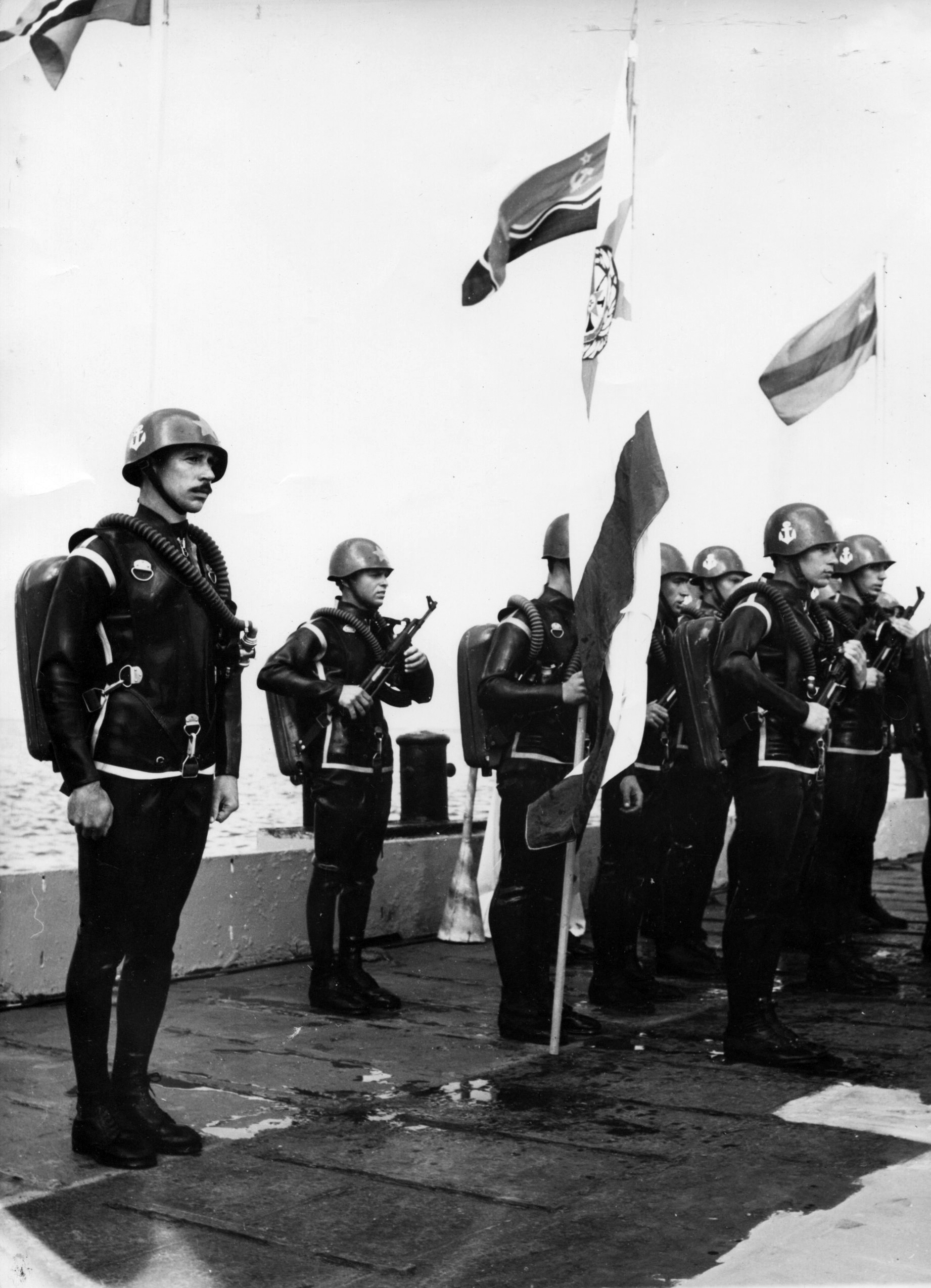
Nageurs de combats soviétiques.

C'est une île artificielle créée en 1895, à trois kilomètres au sud de la ville portuaire ukrainienne d'Otchakiv par Édouard Totleben. L'île de l'artillerie, son premier nom, complète la forteresse de Kinbourn à l'ouest et il faut vingt cinq années pour la construire. Elle prend ensuite le nom de fort Nikolaïev et un phare y est érigé pour faciliter la navigation. Elle sert de prison pour Piotr Schmidt. À partir de 1961, elle devient une base de nageurs de combats soviétiques. À partir de 2004, l'île abandonnée est à vendre.